# ショート ナックルダスター
ショート ナックルダスター
ショート S.18 ナックルダスター
- 用途：多用途
- 分類：飛行艇
- 設計者：(Sir) Arthur Gouge[1]
- 製造者：ショート・ブラザーズ
- 運用者：ショート・ブラザーズ、MAEE
- 初飛行：1933年11月30日
- 生産数：1機
- 退役：1938年

ショート S.18 ナックルダスター（Short R.24/31又はShort S.18 ニックネームは Knuckleduster）は、「汎用外洋哨戒飛行艇」を求める航空省要求仕様 R.14/40に応じてショート・ブラザーズ社が設計/製造したイギリスの片持ち式ガルウィング単葉の双発飛行艇である。この契約では実験段階のロールス・ロイス ゴスホーク エンジンを使用することも指定されていた。同じ要求仕様に対する契約ではサンダース・ロー ロンドンとスーパーマリン ストランラーが受注に成功した。
ナックルダスターは軍務には就役しなかったが、エンジンの蒸気冷却方式や単葉飛行艇の操縦性に関する有用な情報をもたらし、成功作となるエンパイアやサンダーランドの設計に貢献する多くの実験データの収集に役立った。

## 設計と開発
イギリス航空省は1931年に「汎用外洋哨戒飛行艇」を求める要求仕様R.24/31を発行し、サンダース・ロー、スーパーマリン、ショートの各社が各々1機ずつの試作機を受注した。他の2社が従来通りの複葉機の設計を選択したのに対して、ショート社はより近代的な全金属製の単葉機を製作することを決めた。エンジンには実験段階の蒸気冷却方式のロールス・ロイス ゴスホークを採用したが、このエンジン自体はより小型のケストレルの発展型であった。
ナックルダスターの側面が切り立った艇体は、艇首から後部の艇体底部の段差が付いた部分までが全金属（アルクラッド）製の箱型断面材構造で、段差から後ろの胴体部分がモノコック構造であった。艇体の中央部分は主翼付け根の取り付け部の荷重を支えるために箱状を筋交いフレームで補強した構造になっていた。
離水時の水しぶきからプロペラを十分に離すためにエンジンよりも内側で30度の上反角が付けられていた主翼は、高い捻じり剛性を持つように箱型断面の桁と4本のテーパーが付いた鋼管ブームで構成されていた。主翼内には燃料タンクが内蔵されており、支柱付の翼端フロートが取り付けられていた。主翼の表面は羽布張りであった。
実験段階の出力720hpを発するロールス・ロイス ゴスホーク 蒸気冷却式エンジンはナックルダスター専用のエンジンであったが、信頼性不足により様々な問題を引き起こした。ナセル上に突き出した目立つコンデンサーを備えたエンジンは、上反角を持つ内翼と水平な外翼の間の折れ角部（ナックル）に搭載されていた。
尾部は胴体から斜め支柱で支えられた水平尾翼にはこれも支柱付の2枚の垂直尾翼と方向舵が取り付けられていた。初期のテスト結果を受けて垂直尾翼の面積は拡大されたが、この尾翼部の大幅な改修はテストパイロットのジョン・パーカーの要請によるものでかなりの費用を要した。
パイロットと航法士が並列に座る閉鎖式コックピットに加え艇首には銃座があり、機関士と通信士と航法士席にはチャートテーブル、覗き窓と2床の折り畳み式ベッドが備わっていた。3つ目の折り畳み式ベッドと2床の固定式ベッドはギャレーも備えた搭乗員用居住区画内にあり、更に後方にはドローグの収納庫とトイレがあった。
その他の武装は機体中央部と後端部に銃座があった。主翼下面の爆弾架に爆弾を搭載することも可能で、輸送用に魚雷も搭載できた（発射は不可）。搭載された機関銃は全て単装のルイス軽機関銃であった。

## 運用の歴史
前日に進水した素っ気ない「R.24/31」（シリアル番号 K3574）と名付けられた機体は1933年11月30日にショート社の主任テストパイロットのジョン・パーカーの操縦でジョージ・コットン（George Cotton）とW・ハワード・ベル（W. Howard Bell）を同乗させて初飛行を行った。パーカーは直ぐに着陸せざるを得ない程に垂直尾翼がしなることを報告し、これに補強が施された後の12月15日に再度の飛行に成功した。試験飛行中に判明したその他の問題点は艇体が真っ直ぐに水平を保てないことで、垂直尾翼は面積を18%増し、尾部の銃座の上にキューポラを取り付けるなどの機体後部の改装が行われた。
1934年6月12日に試験飛行の総仕上げとしてナックルダスターはフェリックストーのen:Marine Aircraft Experimental Establishment (MAEE)まで飛行した。この機体は最大速度と仕様の中では優先度が高いわけではなかったにもかかわらず航続距離の点で要求仕様に合致しないと判断された。他の飛行艇と衝突した事故を起こした後の1934年10月に修理のためにロチェスターへ送られ、修理と幾らかの改良を施されて1935年3月にフェリックストーへ戻された。
4月にナックルダスターはストランラーやロンドンと共に評価試験を受けるためにプリマスのマウントバッテン空軍基地に駐留するに配属された。この評価試験にはヘンドン空軍基地で開催された空軍展示会への参加が含まれていた。10月にMAEEに戻され、エンジンの不具合に悩まされたが1938年9月まで評価試験は続けられ、その後は飛行任務から退けられてコスフォード空軍基地の第2技術訓練学校（No. 2 School of Technical Training）に教育用機材として配備された。
主に信頼性に欠けるエンジンが要因となりナックルダスターは量産されることにはならなかったが、本機が飛行する前に発行された新しい航空省の要求仕様R.2/33はショート サンダーランドとして結実した。サンダーランドは要求仕様R.24/31での開発作業の恩恵を受けた別の大型単葉飛行艇であった。

## 運用
イギリス
- イギリス空軍
  -     - en:Marine Aircraft Experimental Establishment

## 要目
出典: Shorts Aircraft since 1900 
諸元
- 乗員: 5
- 全長: 19.3 m （63 ft 3 in）
- 全高: 5.95 m （19 ft 6 in[6]）
- 翼幅: 27.4 m（90 ft 0 in）
- 翼面積: 106.5 m2 （1,147 ft2）
- 翼型: ゲッティンゲン436（外翼部）
- 空虚重量: 5,320 kg （11,720 lb）
- 運用時重量: 8,395 kg （18,500 lb）
- 有効搭載量: kg （lb）
- 最大離陸重量: kg （lb）
- 動力: ロールス・ロイス ゴスホーク VIII 蒸気冷却式 V型12気筒、578 kW （775 hp）   × 2

性能
- 超過禁止速度: km/h （kt）
- 最大速度: 240 km/h （130 knots） 150 mph
- 巡航速度: km/h （kn） mph
- 失速速度: km/h （kt）
- フェリー飛行時航続距離: km （nmi）
- 航続距離: 1,675 km （904 NM） 1,040 miles
- 実用上昇限度: 5,030 m （15,500 ft）
- 上昇率: m/s （ft/min）
- 離陸滑走距離: m （ft）
- 着陸滑走距離: m （ft）
- 翼面荷重: kg2 （lb/ft2）
- 馬力荷重（プロペラ）: kW/kg （hp/lb）

武装
- 固定武装: 3 x ルイス軽機関銃